# Kadebostany
I Kadebostany sono un gruppo musicale svizzero attivo dal 2008 e originario di Ginevra.

## Formazione
Attuale
- Guillaume Jérémie "Kadebostan" - DJ, produttore, strumenti
- Kristina - voce, chitarra, basso (dal 2016)
- Marc Veuthey - batteria
- Ross Butcher - trombone

## Discografia

### Album in studio
- 2011 - The National Fanfare of Kadebostany
- 2013 - Pop Collection
- 2018 - Monumental
- 2023 – Play this at my Funerals

### EP
- 2017 - MONUMENTAL – Chapter I
- 2020 – Drama - Act 1

### Singoli
- 2013 - Walking With a Ghost
- 2013 - Castle in the Snow
- 2013 – Crazy In Love
- 2013 – Jolan
- 2016 - Frozen to Death
- 2017 - Mind If I Stay
- 2018 – Save Me
- 2021 - Take Me to the Moon (con Valeria Stoica)
- 2021 – Wild in Secret (con Valeria Stoica)
- 2022 – Two Lovebirds in a Cage (con Sena Şener)
- 2022 – Another Sunrise (con i Fang The Great)
- 2022 - Lovelace (Vassilina)
- 2023 – Like a Dream (con Baris Demirel e Angie Robba)
- 2024 – Easy (con Gabriella)
- 2024 – Back in Love Again (con Lass e Naile)
- 2024 – Walking Away (con Alex Sid e Naile)